# Blériot XI
Блерио XI (фр. Blériot XI) — разведывательный самолёт, на котором французский авиатор Луи Блерио впервые в истории авиации пересёк пролив Ла-Манш (25 июля 1909 года). В последующие 10 лет было построено около 100 самолётов модели Blériot XI.

## История
Луи Блерио до своего увлечения авиацией был владельцем преуспевающей фирмы по производству автомобильных фар. В 1900 году он всерьёз увлёкся авиацией, ставшей делом всей его последующей жизни. Первые модели для Блерио строили братья Вуазен, а затем он создал собственную авиастроительную компанию. В марте 1907 года Луи Блерио построил свой первый моноплан Bleriot V.
До 1908 года Блерио построил несколько моделей, испробовав разнообразные конструкции. Методом проб и ошибок он пришёл к концепции самолёта, который принёс ему мировую славу. Совместно с конструктором Раймоном Солнье они спроектировали самолёт, названный Bleriot XI. Схема, использованная в конструкции самолёта, используется повсеместно и сегодня — моноплан с хвостовым оперением за спиной пилота.
В 1908 году братья Райт демонстрировали в Париже свой самолёт. Один из свидетелей полётов, владелец газеты Daily Mail, утвердил приз в 1000 фунтов стерлингов за первый перелёт пролива Ла-Манш на аэроплане. Аэроплан Bleriot XI был построен специально для участия в этом перелёте. Впервые аэроплан был продемонстрирован в декабре 1908 года на Парижском авиасалоне, а 18 января 1909 года совершил первый полёт.
По результата испытаний Блерио внёс в конструкцию аэроплана несколько существенный изменений. Готовясь к перелёту, доработанный аэроплан совершил ряд испытательных полётов, оставаясь в воздухе до 50 минут 8 секунд. На случай вынужденной посадки на воду в фюзеляже был установлен надувной баллон.

## Перелёт через Ла-Манш
Полёт через Ла-Манш состоялся 25 июля 1909 года. Самолёт вылетел из Кале и приземлился в Дувре, пролетев 38 км над проливом за 36,5 минут при средней скорости 61,6 км/ч, обойдя двоих соперников и выиграв тем самым приз в тысячу фунтов стерлингов от Daily Mail. При жёсткой посадке была сломана одна из лопастей воздушного винта, однако пилот не пострадал. Экземпляр Blériot XI, совершивший полёт через Ла-Манш, был куплен газетой Le Matin у Луи Блерио, впоследствии передан ей в Музей искусств и ремёсел, где находится до сих пор. Blériot XI также есть в Музее авиации и космонавтики в Ле-Бурже.
Экземпляр, пересёкший Ла-Манш, был оснащён трёхцилиндровым двигателем изобретателя Алессандро Анзани. Двигатель не имел ручки газа и работал постоянно в одном режиме. Blériot XI был первым серийно выпускаемым самолётом, на который массово устанавливался ротативный двигатель «Гном-Рон» Луи Сегена, договор на его поставку был заключён в октябре 1909 года по завершении Второго авиасалона в Париже.
Перелёт через Ла-Манш был знаковым: он доказал, что аппарат тяжелее воздуха может быть не только аттракционом, но и вполне реальным транспортным средством, которое при дальнейшем развитии может превзойти сухопутные и морские виды транспорта.

## Серийное производство и модификации
После перелёта, кроме мировой славы и денежного приза, на самолёт Bleriot XI, названный Traverce La Manche, посыпались многочисленные заказы. Для организации серийного производства Луи Блерио создал собственное предприятие Blériot Aéronautique. С августа 1909 по июль 1910 года на предприятии было выпущено 140 экземпляров, темпы производства доходили до 10-12 самолётов ежемесячно.
Серийный выпуск самолёта и его модификаций был налажен во Франции фирмой «Blériot Aéronautique», в Италии фирмой «Сосьета Итальяна Трансаэро» и в России на заводах Щетинина и «Дукс».
В конструкции Bleriot XI были заложены резервы, позволяющие значительно улучшить лётные характеристики самолёта при применении более мощных и надёжных двигателей.
- Bleriot XI bis — версия с ротативным двигателем Gnome 7 Omega мощностью 50 л. с. Самолёт с этим двигателем имел укороченный фюзеляж и рули эллиптической формы. Двигатель был частично закрыт капотом. Самолёт этой модификации 30 декабря 1909 года установил рекорд скорости для монопланов, преодолев 200 км за 2 часа 32 минуты.
- Bleriot XI-2 bis — версия для перевозки двух человек. Пассажир и пилот располагались бок о бок. Фюзеляж был шире и длиннее, размах крыла увеличился на 2,4 м. Первый полёт 7 мая 1910 года пассажиром был Луи Блерио. Самолёты также оснащались моторами Gnome 14 Omega мощностью 100 л. с.
- Bleriot XI-2 Tandem — версия двухместная с тандемным размещением сидений. Двигатель Gnome 7 Lambda мощностью 80 л. с.
- Bleriot XI-3 bis — версия трёхместная (сиденья в тандем), усиленной конструкции, способная доставить полезную нагрузку 300 кг на расстояние 300 км. Двигатели Gnome 14 Omega-Omega мощностью 100 л. с. или Gnome Double Lambda мощностью 140 л. с.[1]

В 1913 году был построен экземпляр для выполнения фигур высшего пилотажа. На нём 21 сентября лётчик-испытатель фирмы Breguet Адольф Пегу использовал самолёт для первой высадки «парашютиста и совершил Петлю Пегу» — предшественницу мёртвой петли. Он считал себя первым, хотя за 12 дней до него такую же фигуру исполнил русский пилот Пётр Нестеров.
Кроме французского предприятия Blériot Aéronautique самолёт изготавливали по лицензии и в других странах: шведская AB Enoch Thulin Aeroplanfabrik, американская American Aeroplane Supply House, выпускавшие самолёт под названием A.A.S.H. Type XV, бельгийское предприятие братьев Боллекенс. С 1911 года Bleriot XI выпускался в России на предприятиях ДУКС, РБВЗ и Щетинина.
К началу Первой мировой войны завод Blériot Aéronautique поставил заказчикам более 800 экземпляров. В Великобритании было изготовлено по лицензии 104 самолёта, в Италии — 70, в Швеции — 23. По другим предприятиям нет данных, а количество самолётов, построенных на глаз или по фотографиям самодеятельными конструкторами, не поддаётся вычислению. Предполагается, что общее число копий Bleriot XI находится в пределах 1050—1100 самолётов.

## Эксплуатация и мировые достижения

### Почтовые перевозки
Впервые в мире самолёт Bleriot XI стал официально использоваться для доставки почты на трёх континентах — в Европе, Северной Америке и в Австралии.
В Великобритании первая доставка почты была осуществлена 9 сентября 1911 года во время празднования коронации короля Георга V. Самолёт доставил мешок почты, приземлившись неподалёку от королевского дворца.
23 сентября 1911 года состоялся первый официальный почтовый рейс в США, На самолёте Qeen Monoplane, который был местной копией Bleriot XI-2 bis, почтовый груз был принят на борт самолёта, и стартовав с бульвара Нассау в Нью-Йорке был сброшен над почтовым отделением городка Минеола штат Нью-Йорк, пролетев 9,6 км. За неделю перевозки почты было сброшено 43 247 писем.
В июне 1914 года состоялся первый неофициальный почтовый рейс в Австралии. На одноместном самолёте Bleriot XI Boucle Mk.II было доставлено послание мэра Мельбурна мэру Джилонга. Расстояние между городами — 65 км. Первая официальная доставка почты была осуществлена из Мельбурна в Сидней. Самолёт вылетел из Мельбурна с почтой, грузом чая Lipton, пряностей и лекарственных препаратов. По пути пилот совершил семь промежуточных посадок. Это был самый протяжённый почтовый рейс — 930 км. Из-за непогоды путь занял больше времени, чем у поезда, однако чистое лётное время составило 9 часов 35 минут, что было значительно быстрее наземного транспорта.

### Другие достижения
История самолёта Bleriot XI отмечена многими достижениями, которые привели к развитию мирового воздушного транспорта
- 1910 год

10 марта — с аэродрома Виллалугано в Буэнос-Айресе были совершены первые в мире ночные полёты.
17 августа — при полёте по маршруту Париж — Лондон был совершён перелёт пролива Ла-Манш с пассажиром.
23 сентября — трансальпийский полёт через Симплонский перевал из Швейцарии в Италию. Продолжительность полёта 50 минут. При приземлении самолёт разбился, пилот погиб.
9 декабря — рекорд высоты полёта — 3000 м
29 октября — официально зарегистрирована средняя скорость свыше 100 км/ч.
- 1911 год

Март — первый перелёт колёсного самолёта над морем. Bleriot XI преодолел расстояние 225 км.
12 апреля — первый беспосадочный перелёт из Лондона в Париж. Время полёта 3 часа 45 минут.
Май — самолёт Bleriot XI победитель гонок Париж — Мадрид и Париж — Рим.
7 июля — победитель первой гонки вокруг Европы протяжённостью 1600 км.
Июль — первый дальний перелёт на территории России. В гонке Петербург — Москва, организованных Императорским Российским Аэроклубом, приняло участие девять авиаторов. На проведение авиаперелёта из казны было выделено 100 000 рублей. В гонках приняли участие три самолёта Bleriot XI. Из всех самолётов, принимавших участие в гонке, до финиша дошёл только один Bleriot XI, чистое время в пути составило 9 часов 30 минут.
27 сентября — преодолена высота 5000 м.
23 октября — Bleriot XI стал первым самолётом, участвовавшим в боевых действиях. Во время итало-турецкой войны самолёт выполнил разведывательный полёт над позициями турецких войск, и в дальнейшем применялся для корректировки огня артиллерии.
1 ноября — Bleriot XI стал первым самолётом, с которого была впервые осуществлена воздушная бомбардировка. С самолёта были сброшены 4 ручные гранаты на турецкие позиции. Позднее с самолётов стали сбрасывать и 10-килограммовые бомбы.
- 1912 — 1914 гг.

26 апреля 1912 — первый перелёт из Великобритании в Ирландию через разделяющее их море. Большую часть пути самолёт преодолел вслепую из-за густого тумана.
17 апреля 1913 — первый беспосадочный перелёт из Великобритании в Германию с пассажиром. Маршрут Дувр — Кёльн, протяжённостью 395 км, самолёт преодолел за 4 часа 18 минут.
20 ноября — 29 декабря 1913 — первый перелёт из Франции в Египет.
30 июля 1914 — первый перелёт из Шотландии в Норвегию над Северным морем. Самолёт Bleriot XI преодолел расстояние 465 км за 4 часа 10 минут.
В 1912 году самолёт принимал участие в нескольких вооружённых конфликтах. Колониальные силы Франции применяли самолёты против повстанцев Марокко, Алжира и Туниса. В Первой Балканской войне Bleriot XI использовался обеими воюющими сторонами.
В начале боевых действий Первой мировой войны самолёты применялись для разведки и в некоторых случаях для бомбометания. Но появление у немцев самолётов-истребителей положило конец военной карьере тихоходных невооружённых аэропланов. К весне 1915 года все уцелевшие Bleriot XI перевели в учебные подразделения.

## Конструкция
Описана конструкция самолётов выпуска 1910—1911 годов.
Bleriot XI — одномоторный цельнодеревянный расчалочный моноплан классической схемы с верхнерасположенным крылом и неубирающимся шасси.
Фюзеляж - прямоугольного сечения. Каркас фюзеляжа ферменный состоит из четырёх лонжеронов с распорками, усиленный растяжками из рояльной проволоки. Материал сосна. В передней части фюзеляж обшивался фанерой, в задней части обшивка отсутствовала. В носовой части фюзеляжа крепилась моторама с двигателем и шасси. Затем места пилота и пассажира, кресло пилота справа. Кресла располагались бок о бок в варианте Bleriot XI-2 bis или одно за другим в варианте Bleriot XI-2 Tandem.
Крыло - двухлонжеронное, прямоугольное в плане с закруглёнными законцовками. Каркас крыла два лонжерона из ясеня и нервюры из сосны. Обшивка полотно. Передний лонжерон крепится к фюзеляжу на разъёмах из стальных труб, задний лонжерон крепится к фюзеляжу на винтах. Вся конструкция усилена растяжками из стального троса.
Хвостовое оперение - бескилевое с рулём направления и стабилизатором, установленным под хвостовой частью фюзеляжа. Руль направления крепится к фюзеляжу с помощью стальных петель. Руль высоты навешивается на стабилизатор с помощью шарнирного соединения. Каркас оперения из стальных труб. Обшивка полотняная.
Шасси - двухопорное с хвостовым костылём. Опоры, состоящие из двух стоек, крепятся к деревянным горизонтальным балкам, выступающим из передней части фюзеляжа. Колёса установлены на оси соединяющие опоры. Колёса поворотные, самоориентирующиеся с шинами, тормоза отсутствуют. Амортизация рычажно-пружинная. В качестве костыля использовалось колесо или две перекрещивающиеся металлические дуги.
Силовая установка - один поршневой 7-цилиндровый звездообразный ротативный двигатель воздушного охлаждения. На самолёт устанавливали следующие двигатели:
Gnome 7 Omega — 50 л. с.; Gnome 7 Lambda — 80 л. с.; Gnome 14 Omega-Omega — 100 л. с. Двигатель устанавливался на стальной мотораме, крепящейся к носовой части фюзеляжа. Моторама сверху и по бокам закрывалась листовым алюминием. Воздушный винт деревянный двухлопастный диаметром 2,3 м. Топливный и масляный баки установлены позади моторамы и в центральной части фюзеляжа.
Управление - тросовое. Управление рулём высоты осуществлялось с помощью рулевой колонки, рулём направления с помощью педалей. В связи с отсутствием элеронов поперечное управление производилось рукояткой регулирующей перекашивание крыла (гоширование).
На самолёте был установлен указатель скорости, тахометр и авиагоризонт.

## Лётно-технические характеристики
- Размах крыла — 7-8 м
- Длина — 7 м
- Высота — 2,65 м
- Площадь крыла — 20,90 м2
- Масса:
  - пустого самолёта — 350 кг
  - максимальная взлётная — 570 кг
- Тип двигателя — 1 ПД Gnome
- Мощность — 1 х 50 (70) л. с.
- Максимальная скорость — 106 км/ч
- Крейсерская скорость — 86 км/ч
- Продолжительность полёта — 3.5 ч
- Практический потолок — 1000 м
- Экипаж — 1-2 человека

## Галерея
- Современная реконструкция самолёта
- Плакат 1911 года, изображающий участника авиаперелёта Париж—Рим на Blériot XI
- Схема самолёта